# Alessandro Bastoni
Alessandro Bastoni (13. duben 1999 Casalmaggiore, Itálie) je italský fotbalový obránce, který hraje za italský Inter a za italskou reprezentaci.

## Přestupy
- z Atalanta do Inter za 31 100 000 Euro

## Kariéra

### Klubová
Bastoni se narodil v obci Casalmaggiore v Lombardii. Ve věku 7 let se připojil k akademii prvoligového klubu Atalanta BC.

#### Atalanta
Bastoni poprvé usedl na lavičku A-týmu 30. října 2016 v zápase proti Janovu a debutoval o měsíc později v zápase Coppa Italia proti Pescaře, když odehrál plných 90 minut vítězství 3:0. V Serii A odehrál Bastoni své první utkání 22. ledna 2017, kdy odehrál celý zápas proti Sampdorii.

#### Inter
Dne 31. srpna 2017 přestoupil Bastoni do Inter Milán za 31 milionů euro, a ve stejný den odešel zpátky do Atalanty na dvouroční hostování. Inter Bastoniho předčasně povolal zpátky 14. července 2018 a následně obránce prodloužil smlouvu do roku 2023.

#### Parma (hostování)
Dne 7. srpna 2018 odešel Bastoni na roční hostování do Parmy. Debutoval 7. října 2018, v ligovém zápase proti Janovu.

#### Návrat do Interu
Po návratu z hostování z Parmy debutoval Bastonu v dresu Interu 28. září 2019, ve věku 20 let, v ligovém zápase proti Sampdorii. 19. ledna 2020 vstřelil svůj první gól za Nerazzurri při remíze 1:1 proti Lecce. 27. února debutoval v evropských soutěžích, a to v šestnáctifinále Evropské ligy proti bulharskému Ludogorci Razgrad. Ve stejné soutěži postoupil Inter až do finále, kde podlehl španělské Seville 2:3.
Dne 7. října 2020 byl Bastoni pozitivně testován na covid-19, a to když o reprezentační přestávce, kdy byl s národním týmem do 21 let. V sezóně 2020/21 odehrál 33 ligových utkání a pomohl týmu k zisku Scudetta.

### Reprezentační
Bastoni dostal první pozvánku do italské reprezentace od trenéra Roberta Manciniho na zápasy Ligy národů UEFA proti Bosně Hercegovině a Nizozemsku v září 2020. V reprezentaci debutoval 11. listopadu v přátelském utkání proti Estonsku ve Florencii.

## Statistika

### Klubová
| Sezóna             | Klub               | Liga               | Liga   | Liga | Ligové poháry | Ligové poháry | Ligové poháry | Kontinentální poháry | Kontinentální poháry | Kontinentální poháry | Celkem | Celkem |
| Sezóna             | Klub               | Soutěž             | Zápasy | Góly | Soutěž        | Zápasy        | Góly          | Soutěž               | Zápasy               | Góly                 | Zápasy | Góly   |
| ------------------ | ------------------ | ------------------ | ------ | ---- | ------------- | ------------- | ------------- | -------------------- | -------------------- | -------------------- | ------ | ------ |
| 2016/17            | Atalanta           | Serie A            | 3      | 0    | IP            | 1             | 0             | -                    | 0                    | 0                    | 4      | 0      |
| 2017/18            | Atalanta           | Serie A            | 4      | 0    | IP            | 1             | 0             | EL                   | 0                    | 0                    | 5      | 0      |
| Celkem za Atalantu | Celkem za Atalantu | Celkem za Atalantu | 7      | 0    | -             | 2             | 0             | -                    | 0                    | 0                    | 9      | 0      |
| 2018/19            | Parma              | Serie A            | 24     | 1    | IP            | 0             | 0             | -                    | 0                    | 0                    | 24     | 1      |
| 2019/20            | Inter              | Serie A            | 25     | 2    | IP            | 3             | 0             | LM+EL                | 0+5                  | 0                    | 33     | 2      |
| 2020/21            | Inter              | Serie A            | 33     | 0    | IP            | 2             | 0             | LM                   | 6                    | 0                    | 41     | 0      |
| 2021/22            | Inter              | Serie A            | 31     | 1    | IP+IS         | 4+1           | 0             | LM                   | 8                    | 0                    | 44     | 1      |
| 2022/23            | Inter              | Serie A            | 29     | 0    | IP+IS         | 4+1           | 0             | LM                   | 12                   | 0                    | 46     | 0      |
| 2023/24            | Inter              | Serie A            | 28     | 1    | IP+IS         | 1+1           | 0             | LM                   | 7                    | 0                    | 37     | 1      |
| 2024/25            | Inter              | Serie A            | 33     | 1    | IP+IS         | 4+2           | 0             | LM                   | 14                   | 0                    | 53     | 1      |
| Celkem za Inter    | Celkem za Inter    | Celkem za Inter    | 179    | 5    | -             | 23            | 0             | -                    | 52                   | 0                    | 254    | 5      |
| Celkově            | Celkově            | Celkově            | 210    | 6    | -             | 25            | 0             | -                    | 52                   | 0                    | 287    | 6      |

### Reprezentační

#### Statistika na velkých turnajích
| Reprezentace | Rok     | Zápasy             | Zápasy | Zápasy     | Zápasy           | Zápasy           | Zápasy   |
| Reprezentace | Rok     | Fáze turnaje       | Datum  | Soupeř     | Odehraných minut | Vstřelené branky | Výsledek |
| ------------ | ------- | ------------------ | ------ | ---------- | ---------------- | ---------------- | -------- |
| Itálie       | ME 2020 | 3 zápas ve skupině | 20. 6. | Wales      | 90               | 0                | 1:0      |
| Itálie       | ME 2024 | 1 zápas ve skupině | 15. 6. | Albánie    | 90               | 1                | 2:1      |
| Itálie       | ME 2024 | 2 zápas ve skupině | 20. 6. | Španělsko  | 90               | 0                | 0:1      |
| Itálie       | ME 2024 | 3 zápas ve skupině | 24. 6. | Chorvatsko | 90               | 0                | 1:1      |
| Itálie       | ME 2024 | Osmifinále         | 29. 6. | Švýcarsko  | 90               | 0                | 0:2      |

#### Reprezentační branky
| Gól | Datum       | Stadion                                 | Soupeř  | Skóre | Výsledek | Soutěž                     |
| --- | ----------- | --------------------------------------- | ------- | ----- | -------- | -------------------------- |
| 010 | 14. 6. 2022 | Borussia Park, Mönchengladbach, Německo | Německo | 5:2   | 5:2      | Liga národů UEFA 2022/2023 |
| 02  | 15. 6. 2024 | Signal Iduna Park, Dortmund, Německo    | Albánie | 1:1   | 2:1      | ME 2024 – skupina          |

## Úspěchy

### Klubové

#### Národní
- vítěz italské ligy (2x)

Inter: 2020/21, 2023/24
- vítěz italského poháru (2x)

Inter: 2021/22, 2022/23
- vítěz italského superpoháru (3x)

Inter: 2021, 2022, 2023

### Reprezentační
- 2× na ME (2020 – zlato, 2024)
- 1× na LN (2020/21 – bronz)

### Individuální
- Jedenáctka sezóny Serie A: 2021, 2023, 2024
- Nejlepší obránce Serie A: 2023/24, 2024/25
- Jedenáctka sezóny LM: 2022/23, 2024/25

### Vyznamenání
Řád zásluh o Italskou republiku (16. 7. 2021) z podnětu Prezidenta Itálie